# Paolo Aretino
Paolo Aretino (Arezzo, 1544 - ?, 1584) fou un músic italià del Renaixement. Fou mestre de capella de la Catedral d'Arezzo, on entre altres alumnes tingué Orazio Tigrini, i músic del duc de Ferrara. Va compondre el llibre Madrigali cromati (1549); una Passió segons sant Joan; un Te Deum; magnificats, i una música d'església. La seva última obra publicada fou a Milà el 1563.